# Патріотична пісня
Патріотична пісня (рос. Патриотическая песня) — колишній національний гімн Росії з 1991 по 2000 рік. Раніше був регіональним гімном РРФСР з 1990 по 1991 рік, коли вона перейменувала себе на Російську Федерацію та вийшла з Радянського Союзу. На відміну від більшості національних гімнів, він не мав офіційних текстів (хоча неофіційні були запропоновані, вони не були прийняті).

## Етимологія
«Патріотична пісня» спочатку була не піснею, а твором для фортепіано без тексту, написаним Миха́йло Глінка (1804—1857) під назвою (французькою) «Motif de chant national». Пісня відома під нинішньою назвою «Патріотична пісня» з 1944 року, після того, як композитор Михайло Багріновський переробив твір Глінки для оркестру під такою назвою, популяризувавши його та ставши синонімом самого оригінального твору Глінки.

## Історія
«Патріотична пісня» спочатку була не піснею, а твором для фортепіано без тексту, написаним Миха́йло Глінка в 1833 році під назвою (французькою) «Motif de chant national». Часто стверджували, що він був написаний Глінка як частина конкурсу національного гімну або з наміром стати національним гімном, хоча доказів для того й іншого твердження мало. У 1885 році рукопис Глінка було знову знайдено після того, як він лежав у безвісті в Російській національній бібліотеці в Санкт-Петербурзі. У 1944 році її аранжував для оркестру композитор Михайло Багріновський під назвою «Патріотична пісня», а через кілька років поет Олексій Машистов взяв текст до аранжування Багриновським композиції Глінка для пісні, присвяченої радянській столиці Москві, обидва з яких допомогли популяризував творчість Глінка серед радянської громадськості і дав їй загальну назву.
Програма теленовин Центрального телебачення СРСР «Время» використовувала його як головну мелодію з 1984 по 1986 рік.
У 1990 році Борис Єльцин вибрав цю мелодію як новий державний гімн Російської РФСР, і вона була офіційно прийнята як така 23 листопада 1990 року. Після розпаду Радянського Союзу вона стала національним гімном Російської Федерації.
Повідомляється, що він виявився непопулярним серед російської громадськості та багатьох політиків і громадських діячів через його мелодію та відсутність тексту, а отже, його нездатність надихнути російських спортсменів під час міжнародних змагань.
Він був замінений незабаром після наступника Єльцина на посаді президента Російської Федерації Володимира Путіна в грудні 2000 року.